# La Garenne-Colombes
La Garenne-Colombes là một xã trong vùng hành chính Île-de-France, thuộc tỉnh Hauts-de-Seine, quận Nanterre, tổng La Garenne-Colombes. Tọa độ địa lý của xã là 48° 54' vĩ độ bắc, 02° 14' kinh độ đông. La Garenne-Colombes nằm trên độ cao trung bình là 41 mét trên mực nước biển, có điểm thấp nhất là 37 mét và điểm cao nhất là 46 mét. Xã có diện tích 1,78 km², dân số vào thời điểm 2005 là 27.700 người; mật độ dân số là 15.562 người/km².

## Thông tin nhân khẩu
| 1936   | 1946   | 1954   | 1962   | 1968   | 1975   | 1982   | 1990   | 1999   | 2005          |
| ------ | ------ | ------ | ------ | ------ | ------ | ------ | ------ | ------ | ------------- |
| 24 734 | 24 080 | 26 753 | 27 341 | 26 562 | 24 038 | 20 990 | 21 754 | 24 067 | 27 700 (est.) |

## Các thành phố kết nghĩa
- , Wangen im Allgäu, Đức
- , Valpaços, Bồ Đào Nha
- , Yoqneam, Israel
- , Clarksville, Hoa Kỳ

## Nhân vật nổi tiếng
- Patrick Chesnais, diễn viên
- Pascal Jules, đua xe